# Casa Ludwig
La Casa Ludwig es un Monumento Histórico Chileno localizado en la comuna de Cisnes, región de Aysén del General Carlos Ibáñez del Campo. Fue construida por el Sr. Ernst Ludwig, uno de los  colonos alemanes que arribaron a Puyuhuapi en la década de 1930. La casa fue construida entre 1953 y 1955 con la colaboración de los Sres. Braulio Quinchén, Segundo Velásquez, Juan Paredes y Adán Villalonco.  El mueblista Francisco Muñoz diseñó la escalera y otros mobiliarios, plasmando en ella la tradición maderera chilota. La casa cuentra con 10 habitaciones, 4 escaleras interiores que conectan sus cinco plantas. El tamaño de la casa responder al deseo del Sr. Ludwig de construir una casa que sirviera de refugio de protección en medio de un territorio agreste con inviernos prolongados y fríos con lluvia durante buena parte del año.  Actualmente pertenece a doña Luisa Ludwig, hija del Sr. Ernest Ludwig. Fue declarada monumento nacional en 2011.

## Historia
En el período de la Primera Guerra Mundial, Ernest Ludwig, Otto Uebel, Carlos Ludwig y Helmuth Hopperdietzel emigraron de Checoslovaquia a Chile. Otto Uebel lideró el grupo por ser mayor en edad que el resto, pertenecer a una familia que ayudó a la emigración europea y disponer de los recursos para financiar la expedición, quien buscaba prosperar en Chile. Sucesivamente llegaron en 1935 a Aysén, comenzando a construir bases. Ernesto y Otto se dirigieron a los campos mientras Helmulth con Carlos buscaban financiamiento en Puerto Montt para prosperar la población. Al terminar la Segunda Guerra Mundial, expulsaron a los alemanes de Checoslovaquia y los familiares de los 4 pioneros emigraron a Chile y comenzaron a desarrollar una pequeña industria textil. Pero tuvo un incendio en el año 1958 y la familia tuvo que cambiar su venta a alfombras, dando a un nuevo mercado de distribución.
Fue declarada monumento nacional el 6 de agosto de 2011.
La casa fue construida entre 1953 y 1955 y se diseñó a partir de la adaptación local del denominado fachwerk, sistema constructivo típico de Bohemia, lugar de origen de la familia Ludwig. Este sistema constructivo consistía originalmente en paredes montadas con piezas de madera encajadas entre sí en posiciones verticales, horizontales o diagonales, cuyos espacios eran rellenados generalmente con piedras y ladrillos. En la Casa Ludwig, la diferencia principal con el fachwerk radica en que a partir de la falta de mano de obra especializada en ensambles de madera de difícil encaje característicos, se utilizó el sistema del balloon frame americano.
Por otro lado, el material de relleno escogido no fue el ladrillo ni la piedra como en el caso del fachwerk, sino que, dada la ausencia de estos materiales en la zona, fueron reemplazados por piezas de madera aserradas en el lugar, a modo de tinglado. El constructor cuidó de respetar los rasgos más antiguos del sistema fachwerk como baja altura entre niveles, el avance hacia afuera de las paredes exteriores de cada piso y la fuerte inclinación de su cubierta. En sus comienzos la casa tuvo un fin habitacional, luego durante años funcionó como un bed & breakfast u hostal y, a actualmente, se encuentra deshabitada. 